# Wake : l'histoire cachée des femmes meneuses de révoltes d'esclaves
Wake : l’histoire cachée des femmes meneuses de révoltes d’esclaves (titre original anglais : Wake: The Hidden History of Women-Led Slave Revolts) est un roman graphique écrit par Rebecca Hall et illustré par Hugo Martínez publié en anglais en 2021. Il a été traduit en français par Sika Fakambi et publié en 2022.

## Contexte
Rebecca Hall est petite-fille d'esclave, juriste et historienne. Elle a consacré sa thèse, soutenue en 2003 à l'University of California (Santa Cruz) sous la direction de Donna Haraway, sur la place des femmes africaines américaines dans les révoltes d'esclaves au XVIIIe siècle. Elle collabore avec Hugo Martínez pour publier une adaptation de son travail de thèse sous la forme d'un roman graphique. 

## Description
Wake : l’histoire cachée des femmes meneuses de révoltes d’esclaves est le triple récit de sa trajectoire personnelle en tant qu'historienne, de son histoire familiale et des résultats de son travail de recherche. Le livre met en lumière l'histoire méconnue du rôle des femmes dans les révoltes d'esclaves dans les navires négriers lors de leurs traversées de l'Atlantique au XVIIIe siècle. Il suit également Rebecca Hall dans sa quête courageuse et déterminée à travers une grande variété d'archives américaines et britanniques dans le but de trouver des preuves de la traite des esclaves dans l'Atlantique et de ses effets sur la société américaine. Plusieurs citations et extraits d'archives, systématiquement référencés, sont d'ailleurs présentés. Ce roman graphique propose ainsi une description très réaliste du métier d'historien·ne, tout particulier sur un thème pour lequel les archives sont très difficiles à identifier, consulter et décrypter. Hall inclut enfin des détails autobiographiques sur elle-même et ses ancêtres en relation avec sa recherche.  
À la suite de Rebeca Hall, Tasha Lowe-Newsome souligne la polysémie du mot "wake" utilisé par le titre. Il peut à la fois renvoyer au "sillage", au fait de marcher dans le sillage, ou encore à la veillée. Ce terme peut alors rappeler le souvenir du peuple africain qui a perdu la vie. 

## Réception
L'ouvrage a reçu une critique élogieuse de Publishers Weekly le qualifiant de « premier récit graphique (...) nuancé et émouvant ». Kirkus Reviews le caractérise de « travail de fouille historique aussi important que brillant.  ». Annie Bostrom, dans Booklist, et Jaime Herndon, dans Book Riot, souligne l'intérêt de cette œuvre qui met en lumière un épisode historique oublié, voire invisibilisé. Michael Cavna et David Betancourt du Washington Post, ont inclus le roman graphique de Hall et Martínez – une « réussite à lire absolument » –  dans leur liste des meilleurs romans graphiques de 2021. Dans The Guardian, Rosemary Bray McNatt souligne également l'originalité du style de Martínez, qui « rappelle la gravure sur bois, avec toute la vitalité d'une bande dessinée de super-héros ».